# Folke Fridell

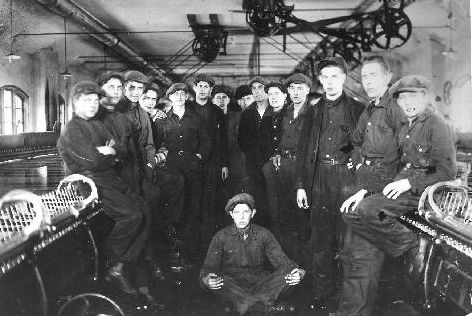
Yllefabrik i Åby på 1930-talet. Folke Fridell kan ses som andra personen från höger.

Folke Ivar Valter Fridell, född 1 oktober 1904 i Berga församling, Kronobergs län, död där 12 augusti 1985, var en svensk författare. Han räknas till arbetarförfattarna.

## Biografi

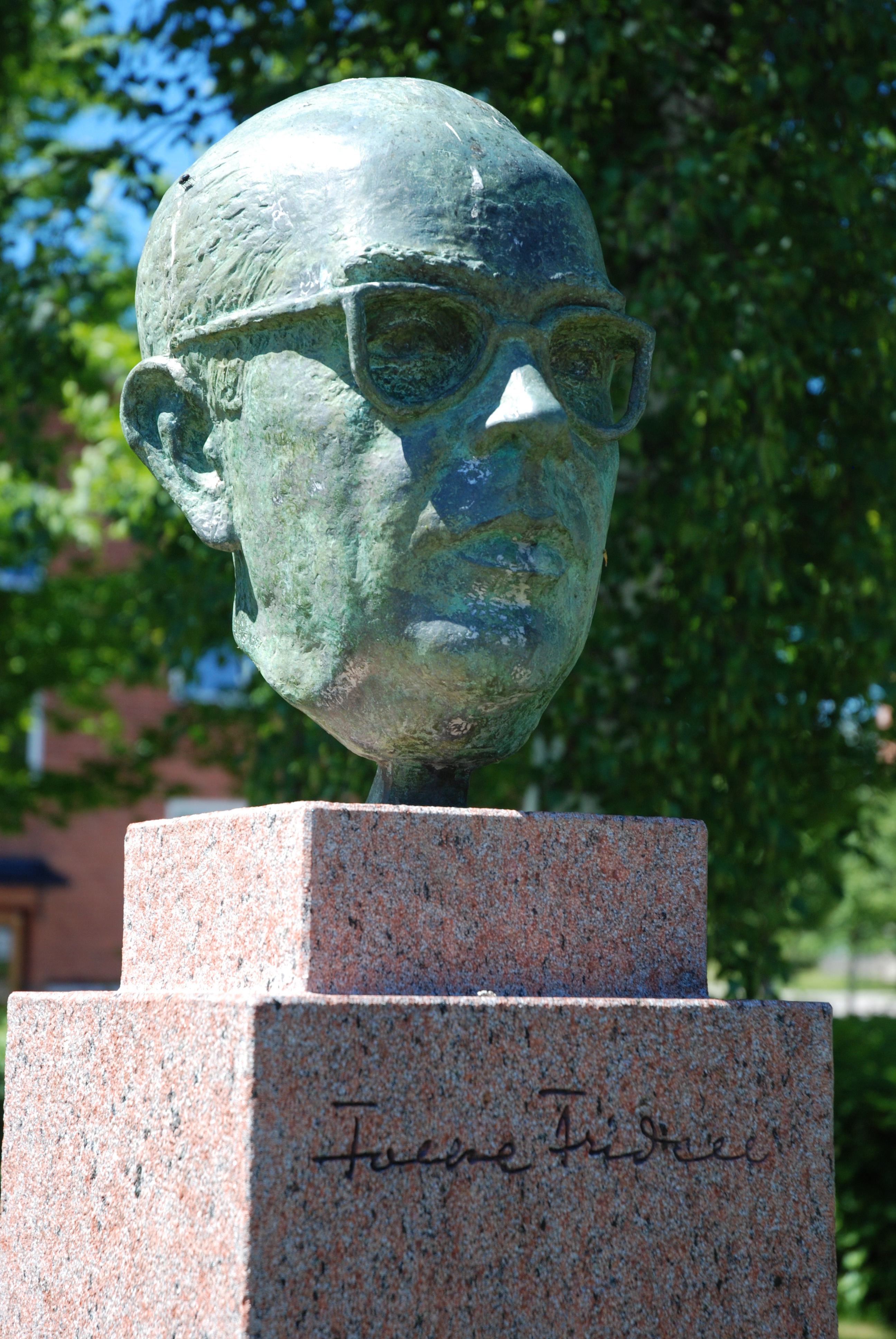
Maire Männiks byst av Folke Fridell utanför biblioteket i Ljungby.

Fridells skolgång var sammanlagt 12 månader och samma dag som han fyllde 13 började hans tjänst som ”maskinbetjänt”, som han själv kallade det, på Smålands Yllefabrik. Julafton 1946 sade han upp sig därifrån för att helt ägna sig åt författarskapet.
Fridell skrev ett flertal romaner som ofta gav gestalt åt fabriksarbetare, deras liv och vantrivsel och kamp mot 1900-talets olika meritvärderingssystem. (Se taylorism och MTM.)
Sina första böcker skrev han under rasterna på fabriken, däribland den starkt självbiografiska Död mans hand (1946), som gavs ut av Folket i Bild och sålde i en upplaga av 100 000 exemplar tack vare bokombudsmän på arbetsplatserna. Böckerna mötte hård kritik från högerhåll (Sven Stolpe kallade dem ”sjaskiga” och ”smuts”), men även LO-skolan Brunnsviks föreståndare, Alf Ahlberg, bemötte dem hårt.

Politiskt-ekonomiskt var Fridell syndikalist och reste som agitator och föredragshållare för Sveriges Arbetares Centralorganisation. Dock lämnade han under en tid SAC för att, tillsammans med huvudsakligen andra textilarbetare, istället gå med i den mer radikala Syndikalistiska Arbetarefederationen. Tillsammans med Karl Gerhard och Moa Martinson turnerade han, i ABF:s och Folkets Hus regi, som ”litteratur-populisator” och gjorde mycket för att väcka intresse för arbetarlitteraturen. Som han själv uttryckte det:

| ”                                       | Så länge det finns proletärer behövs det en proletärlitteratur. Och jag skulle vilja sträcka mig lite längre och säga att så länge människor förolämpas i sitt arbete så länge måste det finnas röster som talar deras språk och tar sig an deras sak. | „ |
| Citat ur Proletären, nr 33/1985, s. 29. | |   |

Fridells novell Rikedom (1956) gjordes som tv-film 1978 i regi av Gun Jönsson. Samtliga Fridells 20 skönlitterära verk publicerades 2021 som e-böcker av förlaget Saga Egmont.

### Privatliv
Folke Fridell var son till skräddaren och soldaten Nils Gustaf Fridell och folkskollärarinnan Ida Kristina, född Johnsson. Från 1934 var han gift med Kristina Wahlberg. Tillsammans fick de tre barn, däribland språkhistorikern Staffan Fridell.
Fridell är gravsatt på Berga kyrkogård i Lagan.

## Priser och utmärkelser
- 1950 – ABF:s litteratur- & konststipendium
- 1950 – Boklotteriets stipendiat
- 1961 – Boklotteriets stipendiat
- 1961 – Landsbygdens författarstipendium
- 1961 – Studieförbundet Vuxenskolans författarpris (delat med Walter Dickson och Maj-Britt Eriksson)
- 1972 – ABF:s litteratur- & konststipendium
- 1972 – Litteraturfrämjandets stipendiat
- 1985 – Hedenvind-plaketten